# Время Бусово
Время Бусово — словосочетание в «Слове о полку Игореве», одно из «тёмных мест» в его интерпретации. Встречается во фразе:
Се бо готскія красныя дѣвы .. поютъ время Бусово, лелѣютъ месть Шароканю
При первом издании «Бусово» было написано с прописной буквы и снабжено примечанием, «Кто был Бус, неизвестно». Позднее были предложены многочисленные интерпретации:
- «Бусир-Глиавар», «хакан Хазарский» (П. Г. Бутков, 1821 год). При нём хазары обложили данью славян юга России;
- «князь или хан половецкий» (Н. Ф. Грамматин, 1823 год);
- Болуш, половецкий хан (Д. Н. Дубенский, 1844 год). Поддержано О. Ф. Миллером, А. И. Смирновым, Н. К. Гудзием, И. П. Ерёминым. Два последних объясняли радость готских дев тем, что поражение русских от половцев обогащало соседей половцев — крымских готов;
- «бус» — пьяный (Д. И. Прозоровский). Готские девы «мифические существа, подобные древним вакханкам, неистово пирующим в честь Буса и в славу Шарухана»;
- «бусый» — серый (В. В. Макушев, В. Ф. Миллер). Бусовы времена — серое, тоскливое время;
- бог весны у готов (Е. О. Партицкий);
- «бус (бос)» — бес. «„время Бусово“ означает время дьявола, мрака, ночи, времен язычества» (Б. С. Ангелов[болг.]).

Наиболее популярное объяснение принадлежит Н. Г. Головину (1846 год): фраза отражает событие из «Готской истории» Иордана. Готские девы, воспевая «время Бусово», прославляют своего вождя Витимира (Винитара), который в 375 году н. э. победил вождя антов Божа, после чего распял вождя и десятки старейшин. Бож (также Бооз или Бус) при этом считается предком восточных славян. Против этой точки зрения выступил в 1927 году А. А. Васильев, отметивший, что естественнее было бы отнести имя Буса к какому-либо половецкому хану, а не жившему в IV веке анту. О. В. Творогов также назвал гипотезу Головина—Огоновского сомнительной и искусственной. Все упомянутые версии являются для некоторых исследователей сомнительными, а упоминание о «бусовом времени» в «Слове» более чем загадочным и тёмным.